# تجمع الرضح (حجر)

تعديل مصدري - تعديل

تجمع الرضح هو "تجمع بدوي" في عزلة الجول بمديرية حجر التابعة لمحافظة حضرموت، بلغ تعداد سكانها 48 نسمة حسب تعداد اليمن لعام 2004.